# Oreocharis auricula
Oreocharis auricula là một loài thực vật có hoa trong họ Tai voi. Loài này được (S. Moore) C.B. Clarke mô tả khoa học đầu tiên năm 1883.